# Отеро, Каролина
Каролина Отеро, или Прекрасная Отеро (фр. Caroline Otero, La Belle Otero, настоящее имя Августина Отеро Иглесиас (исп. Agustina Otero Iglesias); 4 ноября 1868, Понте-де-Вальга, Понтеведра, Испанская империя — 10 апреля 1965, Ницца, Третья французская республика) — французская певица и танцовщица испанского  происхождения, звезда и символ прекрасной эпохи.

## Биография
Из бедной семьи, дочь матери-одиночки Карменситы, которая, кроме Августины, родила ещё пятерых детей от разных мужчин. В двенадцатилетнем возрасте бежала из дома, прибилась к группе португальских бродячих комедиантов. Танцевала в кабачках, занималась проституцией. Выступала в Барселоне; прельщённый ею банкир привёз её в Марсель. Выдавала себя за цыганку из Андалусии.

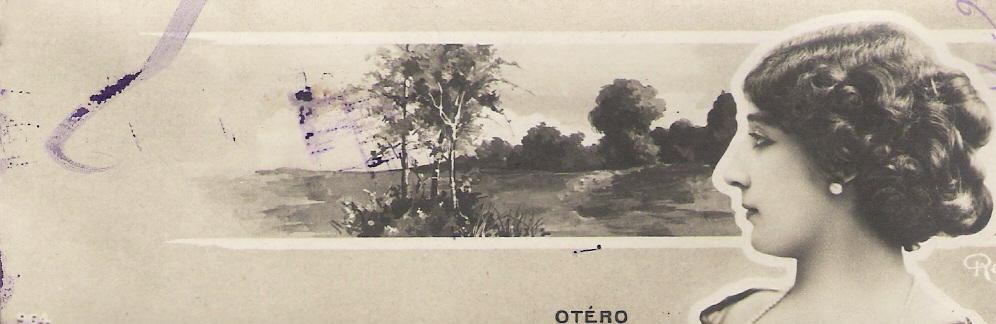
Прекрасная Отеро. Почтовая открытка, ок.1905

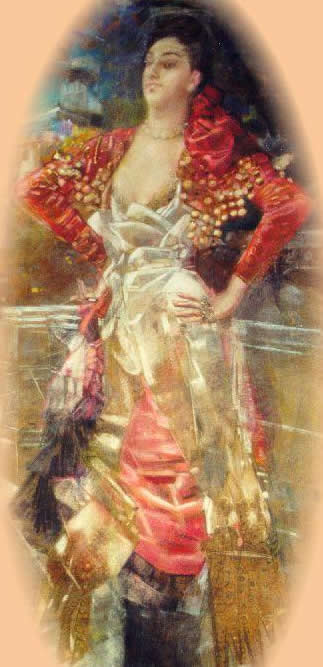
М. А. Врубель. «Портрет Каролины Августы Отеро» 1898 г. Национальный художественный музей Республики Беларусь

Выступала в парижском театре Фоли-Бержер, концертном зале Олимпия. Гастролировала в Австро-Венгрии, США, Аргентине, России (1898), познакомилась с Распутиным. Среди её поклонников были Вильгельм II, Николай II, Леопольд II, Альфонс XIII, Эдуард VII, Аристид Бриан, Габриеле Д’Аннунцио и многие другие. Из-за неё стрелялись на дуэлях, её портреты писали многие художники, модные фотографы снимали её для почтовых открыток. Она дружила с Колетт, соперничала с известнейшими красавицами эпохи — Лианой де Пужи, Клео де Мерод, Эмильеной д’Алансон. Отличалась поразительной жизненной силой и болезненной страстью к азартным играм.
В 1910 году ушла со сцены, переехала в Ниццу. Жила в одиночестве на пособие, которое ей выплачивало казино Монте-Карло в память о тех миллионах франков, что Каролина Отеро проигрывала здесь прежде.

## Известность
Отеро надиктовала свои мемуары в 1926 году, они были переизданы, переведены на другие языки. О ней написано множество книг в разных странах мира — от исторических трудов до романизированных биографий, одна из которых принадлежит уругвайской писательнице Кармен Посадас (по ней снят телесериал, 2008). Она стала героиней музыкального кинофильма (1954, её роль сыграла мексиканская дива Мария Феликс), в недавнее время ей были посвящены несколько телефильмов.
В честь Каролины Отеро назван астероид (1126) Отеро, открытый 11 января 1929 года немецким астрономом Карлом Райнмутом в Гейдельбергской обсерватории.

## Мемуары
- Les souvenirs et la vie intime de la belle Otero (1926, англ. пер. 1927)